# Santa Fe, Prescott and Phoenix Railway
Le Santa Fe, Prescott and Phoenix Railway (SFP&P) est une ancienne entreprise ferroviaire américaine.

## Histoire
Le Santa Fe, Prescott and Phoenix Railway est enregistré le 27 mai 1891. La construction débuta le 17 août 1892 à Ash Fork à partir d'une connexion sur l'Atlantic & Pacific Railroad, filiale du Santa Fe, qui reliait la Californie à Chicago. En avril 1893, les trains étaient opérationnels entre Ash Fork et Pescott. Le 13 mars 1895, la ligne atteignit Phoenix, après avoir parcouru 314 km. 
Le 30 juin 1899, le SFP&P commença l'exploitation du Prescott & Eastern Railroad qui reliait Entro (près de Prescott) à Mayer. En 1901/1902 le SFP&P exploita également sa filiale le Bradshaw Mountain Railroad. 
Le SFP&P desservait plusieurs mines de la région de Prescott, grâce à différentes filiales.
Le 27 novembre 1904, le SFP&P débuta l'exploitation d'une filiale du Santa Fe, appelée Phoenix and Eastern Railroad, qui circulait sur la ligne Phoenix - Florence - Winkelman. Le SFP&P arrêta l'exploitation du Phoenix & Eastern lorsque le Southern Pacific Railroad fit l'acquisition de la ligne Phoenix-Winkelman le 13 mars 1907.
Le 1er novembre 1905, le SFP&P lança l'exploitation de l'Arizona & California Railway qui partait d'une connexion commune au Santa Fe à Cadiz (Californie) dans le désert de Mojave pour rejoindre la ligne du SFP&P à Matthie (Arizona), entre Prescott et Wickenburg. À la fin de 1909, l'Arizona & California devint une filiale opérationnelle du SFP&P, utilisant 3 locomotives 4-6-0 produites par Brooks Locomotive Works. 
Le 29 décembre 1911, le SFP&P fusionna avec le California Arizona & Santa Fe Railway, filiale non opérationnelle du Santa Fe. 
Aujourd'hui, la ligne de Ash Fork-Phoenix est exploitée par la Burlington Northern and Santa Fe Railway (BNSF).

## Matériel roulant
Le SFP&P exploitait une flotte de 27 locomotives à vapeur, dont 21 machines de type 4-6-0 (appelées Chesapeake ou Ten-wheeler, et classées 2'C par l'UIC) avaient été construites par Brooks Locomotives entre 1893 et 1903. La plupart de ces machines furent ensuite renumérotées ATSF no 2421 à 2435.
Le SFP&P possédait aussi 6 locomotives de type 2-8-0 (appelées Consolidation) qui furent construites par Brooks Locomotive Works entre 1904 et 1906. Ces machines furent renumérotées ATSF no 2439 à 2444.

## Lignes ferroviaires
- Mainline (ligne principale)
- Ash Fork
- Prescott
- Kirkland
- Congress
- Wickenburg
- Phoenix
- Prescott & Eastern Railroad
- Entro - Dewey - Poland Junction - Mayer
- Bradshaw Mountain Railroad
- Poland Junction - Poland
- Mayer - Turkey Creek - Saddle - Crown King
- Phoenix & Eastern Railroad (1904-1907)
- Phoenix – Mesa – Florence - Kelvin - Winkelman
- Arizona & California Railway (donnant à l'ATSF la route la plus directe entre Los Angeles et Phoenix)
- Cadiz – Parker (Arizona) - Bouse - Salome - Matthie

## Sources

### Traduction
- (en) Cet article est partiellement ou en totalité issu de l’article de Wikipédia en anglais intitulé « Santa Fe, Prescott and Phoenix Railway » (voir la liste des auteurs).